# Bogumił Gabriel Walewski
Bogumił Gabriel Walewski herbu Kolumna (ur. 20 maja 1750, zm. 4 maja 1814 w Stróży) – cześnik sieradzki w 1793 roku, poseł województwa sieradzkiego na Sejm Czteroletni w 1790 roku. Należał do grona posłów najbardziej oddanych sprawie uchwalenia Konstytucji 3 maja. 
2 maja 1791 roku podpisał asekurację, w której zobowiązał się do popierania projektu Ustawy Rządowej. 